# 真庭市立別所小学校
真庭市立別所小学校（まにわしりつべっしょしょうがっこう）は、2011年(平成22年)3月に休校した小学校。

## 概要
2011年(平成22年)3月に休校し、美川小学校に吸収統合。休校時の全児童数は3名。赤い屋根の平屋建て木造モルタルの切妻造りの校舎が特徴的。平成の大合併により、落合町立から真庭市立に名称変更。
国道313号を更に西へ進み、美川橋を渡り県道84号を北上したところにある。
山間部の長閑な道程を行くと、桜の季節に有名な「醍醐桜」が咲く。「醍醐桜」は、後醍醐天皇が隠岐遷幸の際、立寄られ賞賛されたと言われる推定1000年の大桜。「新日本名木100選」にも選ばれ、県の天然記念物に指定されている(別所小学校HPより)。

## 沿革
- 1956年（昭和31年）5月 - 木造校舎1（1階）完成
- 1963年（昭和38年）1月 - 木造校舎2（2階）完成
- 1976年（昭和51年）8月 - 体育館（鉄骨1階）完成
- 2005年（平成17年）3月31日 - 合併により真庭市が発足、真庭市立別所小学校に改称[1][2]
- 2011年（平成23年）3月 - 休校[3]

## 通学区域
- 別所、佐引、関(千里のみ)[4]

## 周辺
- 上諏訪神社
- 下諏訪神社
- くるみの館（コミュニティ センター）
- 醍醐桜
- 県道84号
- 関川

## アクセス
- 自動車
  - 中国自動車道北房IC、 国道313号・県道84号経由で10㎞（約16分）